# Amtsgericht Waldfischbach
Das Amtsgericht Waldfischbach war ein Gericht in Waldfischbach, dessen Gebäude mittlerweile unter Denkmalschutz steht.

## Lage
Das Bauwerk befindet sich in der örtlichen Friedhofstraße 14.

## Architektur
Beim Gebäude handelt es sich um einen Mansardwalmdachbau mit Seitenrisaliten, der um 1900 entstand. Mittlerweile fungiert das Gebäude als Polizeistation.

## Geschichte
Das Gericht wurde mit Wirkung zum 1. Oktober 1879 gegründet; es unterstand dem Landgericht Zweibrücken und war neben Waldfischbach zusätzlich für die Gemeinden Burgalben, Clausen, Geiselberg, Harsberg, Heltersberg, Hermersberg, Herschberg, Hettenhausen, Höheinöd, Horbach, Leimen, Merzalben, Saalstadt, Schauerberg, Schmalenberg, Schopp, Steinalben, Wallhalben, Weselberg und Zeselberg zuständig.
Im Zuge einer Reform wurde das Amtsgericht Waldfischbach 1966 aufgelöst und sein Zuständigkeitsbereich dem Amtsgericht Pirmasens zugeschlagen.